# Miltiádis Goúskos
Miltiádis Goúskos (en grec moderne : Μιλτιάδης Γούσκος, parfois transcrit à l’ancienne Miltiades Gouskos), né en 1877 sur l'île de Zante et mort le 9 juillet 1903 en Inde, est un athlète grec, vice-champion olympique lors des Jeux de 1896 à Athènes.

## Biographie
Très athlétique et de grande taille, Miltiádis Goúskos fait partie des athlètes en vue lors des Jeux au même titre que les lanceurs de disque Panayiótis Paraskevópoulos et Sotírios Versís. Certains le comparent à la statue d'Hermès de Praxitèle. Athlète accompli, il avait remporté en 1893 l'épreuve d'haltérophilie des Jeux panhelléniques.
Exerçant comme marin, il eut droit à 60 jours de congés afin de préparer la compétition. Il s'entraînait en lançant des poids de 7 kg dans un champ athénien.
Inscrit sur l'épreuve du lancer du poids, le concours est dominé par l'Américain Robert Garrett dès le premier lancer avec une mesure de 11 m 22. Goúskos réalise son meilleur lancer à son dernier essai, suscitant l'acclamation de la foule, pensant qu'il lui permettait de remporter le concours : « tout le Stade est debout, hurlant, acclamant, les chapeaux voltigent, les mouchoirs s'agitent, des gens s'embrassent, c'est du délire ». Le public fut très déçu à l'annonce des résultats car un officiel commença à hisser le drapeau grec du vainqueur, corrigeant cependant rapidement l'erreur, le jet de Goúskos ayant été mesuré à 11,03 mètres.

## Palmarès

### Jeux olympiques
- Jeux olympiques de 1896 à Athènes
  -  Médaille d'argent sur le lancer du poids.